# Diplazium humbertii
Diplazium humbertii là một loài thực vật có mạch trong họ Woodsiaceae. Loài này được (C. Chr.) Pic. Serm. miêu tả khoa học đầu tiên năm 1972.